# TuS Bad Salzuflen
Der TuS Bad Salzuflen (vollständiger Name: Turn- und Sportverein von 1945 e. V. Bad Salzuflen) war ein Sportverein aus Bad Salzuflen. Der Verein wurde am 10. Oktober 1918 gegründet. Die erste Fußballmannschaft spielte drei Jahre lang in der Landesliga Westfalen, die damals die höchste Amateurspielklasse war. Der Verein ging 1978 im SC Bad Salzuflen auf.

## Geschichte
Am 10. Oktober 1918 wurde im Kaiserhof mit dem VfL Bad Salzuflen der erste Fußballverein der Stadt gegründet. Kurioserweise wurde dies erst im Sommer 1994 bekannt, da man zuvor lange davon ausging, dass der Verein erst im Jahre 1920 gegründet wurde. Erst bei den Recherchen für eine Jubiläumschronik konnte dies korrigiert werden. Nach dem Zweiten Weltkrieg fusionierte der VfL mit dem Verein Union Bad Salzuflen, nicht zu verwechseln mit dem Verein Union 73 Bad Salzuflen, einem Vorgänger des Vereins HC 93 Bad Salzuflen, zu SuS Bad Salzuflen. Dieser Verein änderte später seinen Namen in TuS Bad Salzuflen.
Im Jahre 1946 stiegen die Salzufler in die Bezirksklasse auf und sicherte sich drei Jahre später die Meisterschaft. In der Aufstiegsrunde zur Landesliga, seinerzeit die höchste Amateurliga Westfalens, scheiterte die Mannschaft nur knapp. Das Entscheidungsspiel gegen den punktgleichen TSV Letmathe im neutralen Hamm wurde mit 0:1 verloren. Ein Jahr später verteidigte die Mannschaft den Titel in der Bezirksklassen und stieg in die neu geschaffene 2. Landesliga auf. In der Aufstiegssaison 1950/51 belegte der TuS Platz acht. Das Spiel gegen den SVA Gütersloh wurde von 6000 Zuschauern verfolgt, bis heute die höchste Zuschauerzahl der Vereinsgeschichte. Beim Rückspiel in Gütersloh kamen die Salzufler allerdings mit 0:10 unter die Räder. Im Jahre 1952 kam es zu einer Ligareform, bei der die dreigleisige 2. Landesliga abgeschafft und der TuS in die nunmehr fünfgleisige Landesliga aufgenommen wurde. 
Die einzige Saison 1952/53 in der seinerzeit höchsten westfälischen Amateurspielklasse brachte dem Verein kein Glück und der TuS stieg als Tabellenletzter mit 9:43 Punkten ab. Mit wechselhaftem Erfolg spielte der Verein in der Bezirksklasse und wurde im Jahre 1963 Vizemeister hinter dem VfL Schlangen. Fünf Jahre später gelang der Wiederaufstieg in die Landesliga, die durch die zwischenzeitliche Einführung der Verbandsliga Westfalen 1956 nur noch viertklassig war. Die Salzufler gewannen das Entscheidungsspiel um die Landesligameisterschaft gegen den punktgleichen SV Steinheim in Pivitsheide mit 3:1. Als abgeschlagener Tabellenletzter ging es für die Salzufler gleich wieder hinunter in die Bezirksklasse. Dennoch konnte die Mannschaft den späteren Meister Minden 05 auf eigenem Platz mit 2:0 schlagen. Abgesehen vom Platz drei in der Saison 1972/73 sprangen nur noch Mittelfeldplätze für die Mannschaft heraus. Im Jahre 1978 folgte dann mit dem Abstieg in die Kreisliga A der Tiefpunkt der Vereinsgeschichte, der gleichzeitig auch der Schlusspunkt des Vereins war.

## Stadien
Der TuS Bad Salzuflen trug seine Heimspiele im Stadion Flachsheide am Forsthausweg aus. Das Stadion wurde im Jahre 1936 eröffnet und bot Platz für 5000 Zuschauer. Am 13. Juli 1985 trug Arminia Bielefeld sein Heimspiel im Intertoto-Cup gegen Maccabi Haifa im Stadion Flachsheide aus und gewann vor 300 Zuschauern mit 8:2. Das Stadion wurde inzwischen abgerissen und durch einen Wohnmobilpark ersetzt.

## Persönlichkeiten
- Thomas Helmer, Jugendspieler beim SC, später Bundesligaspieler bei Arminia Bielefeld, Borussia Dortmund und FC Bayern München
- Willi Pohl, spielte 1922 und 1923 mit Arminia Bielefeld um die deutsche Meisterschaft und später für den VfL[8]
- Thomas Stratos, Jugendspieler beim SC, später Bundesligaspieler beim Hamburger SV, 1. FC Saarbrücken und Arminia Bielefeld

## Nachfolgeverein SC Bad Salzuflen
Am 12. Juni 1978 verschmolz der TuS Bad Salzuflen mit dem Turnerbund Deutsche Eiche Schötmar. Dabei wurde der TuS Bad Salzuflen aufgelöst und der Turnerbund Deutsche Eiche Schötmar wurde in Sportclub Bad Salzuflen umbenannt. Die Schötmarer spielten von 1948 bis 1951, von 1953 bis 1961 sowie von 1953 bis 1966 in der Bezirksklasse. Der SC Bad Salzuflen bietet neben Fußball noch Tischtennis, Turnen und Volleyball an, während die Leichtathletikabteilung Teil der LG Lage-Detmold-Bad Salzuflen ist. Heimspielstätte des SC Bad Salzuflen ist die Sportanlage Waldstraße, die auch als Stadion an der Waldstraße bekannt ist. Die Anlage bietet Platz für 3000 Zuschauer und gehört zu den ältesten Sportstätten der Stadt.
Gleich in der ersten Saison nach der Verschmelzung stieg der SC in die Bezirksliga auf und schaffte zwei Jahre später den Aufstieg in die Landesliga. Den sportlichen Zenit erreichten die Salzufler in der Saison 1982/83, als die Mannschaft mit drei Punkten Rückstand auf den FC Stukenbrock und den Hövelhofer SV Dritter wurde. Anschließend fiel das Team ins Mittelmaß zurück und rutschte nach zwei Abstiegen in Folge 1987 wieder in die Kreisliga A ab. Im Jahre 1990 gelang der Wiederaufstieg in die Bezirksliga, wo die Mannschaft zwei Jahre später Vizemeister hinter SuS Wulferdingsen wurde. Mitte der 1990er Jahre ging es wieder bergab. 1996 stiegen die Salzufler in die Kreisliga A ab und erreichte zwei Jahre später mit dem Abstieg in die Kreisliga B den Tiefpunkt. Es dauerte bis 2003, ehe der SC Bad Salzuflen in die Lemgoer Kreisliga A zurückkehrte.
Nach zwei Aufstiegen in Folge war der Verein 2009 wieder Landesligist und erreichte zwei Jahre später den sechsten Platz. Im Jahre 2014 folgte dann der erneute Abstieg in die Bezirksliga. Dort wurde die Mannschaft 2017 Vizemeister hinter dem VfL Holsen, bevor die Salzufler zwei Jahre später in die Kreisliga A absteigen mussten. Die Saison 2019/20 wurde wegen der COVID-19-Pandemie abgebrochen. Zum Zeitpunkt des Abbruchs führten die Salzufler die Tabelle an. Da zum Aufstieg eine Quotientenregelung angewandt wurde, durften der TBV Lemgo und der TuS Lippereihe aufsteigen. Der SC Bad Salzuflen wollte zunächst Einspruch gegen die Entscheidung einlegen, zog diesen jedoch wieder zurück. In der Saison 2023/24 wurden die Salzufler erneut Vizemeister, dieses Mal hinter dem SV Werl-Aspe.